# Arquieparquia de Kiev

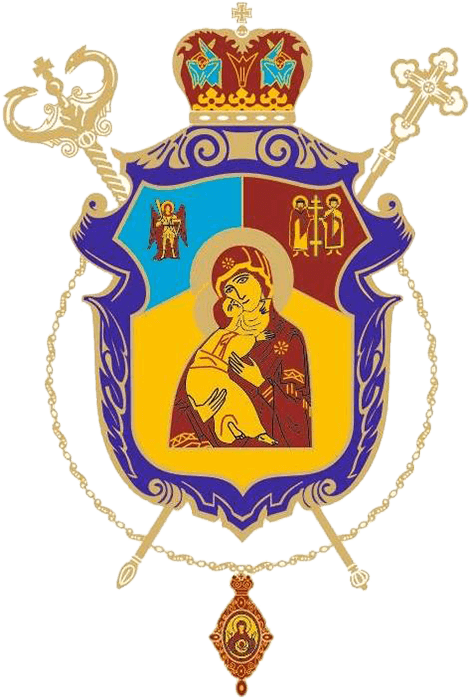

A Arquieparquia de Kiev (em latim: Archieparchia Kioviensis) é uma circunscrição eclesiástica da Igreja Greco-Católica Ucraniana situada em Kiev, na Ucrânia. É a sé própria do Arcebispo maior da Arquieparquia Maior de Kiev-Aliche. Seu atual arquieparca é Sviatoslav Shevchuk. Sua Sé é a Catedral Patriarcal da Ressurreição de Cristo.
Possui 96 paróquias servidas por 107 padres, abrangendo uma população de cerca de 500 mil fiéis.
A Arquieparquia de Kiev é uma das sucessoras da Metrópole de Kiev, formada em 988 como resultado do batismo da Rus pelo Príncipe Volodymyr Sviatoslavych, como uma província eclesial do Patriarcado de Constantinopla com seu centro em Kiev.

## História
A Metrópole de Kiev foi erigida entre 976 e 998 e estava originalmente sujeita ao patriarca de Constantinopla.
Após o Grande Cisma, a Sé de Kiev manteve a comunhão com Constantinopla e foi a origem da Igreja Ortodoxa Russa.
Em 6 de julho de 1439, o Metropolita Isidoro assinou o decreto Laetentur coeli no Concílio de Florença, que sancionou a união com a Igreja Católica. Esta inscrição foi contestada pelo clero, que considerou Isidoro deposto como apóstata e elegeu um novo Metropolita, Jonas. Uma parte do clero e dos fiéis permaneceu, no entanto, unido a Roma, tanto que alguns bispos foram nomeados com o título de Metropolita de Kiev, Halyč e Rutênia, até que o rei Casimiro IV Jagelão da Polônia preferiu ter uma hierarquia oriental em comunhão com Constantinopla e Moscou, que entretanto se tornou autocéfala.
Em 15 de dezembro de 1596, o metropolita Michal Rahoza assinou a União de Brest e, desde então, a arquieparquia está unida à Igreja Católica. Somente em 1620 foi restabelecido um distrito eclesiástico ortodoxo paralelo, que foi oficializado entre 1632 e 1633.
A partir da segunda metade do século XVII, a cidade de Kiev tornou-se parte do reino russo e os metropolitas de Kiev mudaram sua residência para Vilnius.
A arquieparquia católica foi suprimida em 1838 após a política czarista repressiva, que levou à supressão de todas as circunscrições eclesiásticas greco-católicas do Império Russo e à conversão forçada dos fiéis à ortodoxia.
Apesar da perseguição, também organizada em nível legislativo, uma grande comunidade greco-católica sobreviveu. Com o fim do regime soviético e o nascimento de um Estado ucraniano independente, a Santa Sé procedeu à ereção do Exarcado arquiepiscopal de Kiev-Vyšhorod em 25 de novembro de 1995.
Em 6 de dezembro de 2004, o exarcado arquiepiscopal foi elevado à categoria de arquieparquia metropolitana assumindo seu nome atual e, ao mesmo tempo, tornou-se a sé do arcebispo maior de Kiev-Halyč.

## Prelados
- Isidoro † (1439[5] - 1458)
- Gregório, o Búlgaro † (1458 - 1474)
- Misail Pstruch † (1476 - 1480)
  - Sé suprimida
- Michal Rahoza † (1596[5] - 1599)
- Hipacy Pociej, O.S.B.M. † (1600 - 1613)
- Josyf Veliamyn Rutsky, O.S.B.M. † (1614 - 1637)
- Rafajil Korsak, O.S.B.M. † (1637 - 1640)
- Antin Selava † (1641 - 1655)
  - Havryil Kolenda † (1655 - 1665) (administrador apostólico)
- Havryil Kolenda † (1665 - 1674)
- Kyprian Žochovs'kyj † (1674 - 1694)
- Lev Sljubyč-Zalens'kyj, O.S.B.M. † (1695 - 1708)
- Juryj Vinnic'kyj, O.S.B.M. † (1710 - 1713)
- Lev Luka Kiška, O.S.B.M. † (1714 - 1728)
- Atanasy Szeptytzkyj † (1729 - 1746)
- Florian Hrabnickyj † (1748 - 1762)
- Feliks Filipp Volodkovič, O.S.B.M. † (1762 - 1778)
- Leon Szeptytzkyj † (1778 - 1779)
- Jason Smohorževs'kyj † (1781 - 1788)
- Teodor Rostocky † (1788 - 1805)
- Iraklyj Lisovs'kyj † (1806 - 1809)
- Hryhory Kochanovyč † (1810 - 1814)
  - Sede vacante (1814-1818)
- Josafat Bulhak, O.S.B.M. † (1818 - 1838)
  - Sé suprimida (1838-1995)
- Lubomyr Husar, M.S.U. † (1995 - 1996)
- Mychajlo Koltun, C.SS.R. (1996 - 1997)
- Vasyl' Ihor Medvit, O.S.B.M. (1997 - 2004)
- Lubomyr Husar, M.S.U. † (2005 - 2011) (como arcebispo maior)
- Svjatoslav Ševčuk (desde 2011)